# Pontault-Combault
« Combault » redirige ici. Pour les articles homophones, voir Combo et Combot.
Pour les articles homonymes, voir Pontault.
Pontault-Combault est une commune française située dans le département de Seine-et-Marne en région Île-de-France.
Pontault-Combault est la quatrième ville la plus peuplée du département après Meaux, Chelles et Melun et avant Savigny-le-Temple.

## Géographie

### Localisation
Pontault-Combault est située à 23 km au sud-est de Paris et 33 km au nord de Melun.

### Communes limitrophes
Les communes limitrophes sont Émerainville, Lésigny, Ozoir-la-Ferrière, Roissy-en-Brie, Noisy-le-Grand, Le Plessis-Trévise et La Queue-en-Brie.
| Noisy-le-Grand (Seine-Saint-Denis) | Émerainville      |                   |
| Le Plessis-Trévise (Val-de-Marne)  | Pontault-Combault | Roissy-en-Brie    |
| La Queue-en-Brie (Val-de-Marne)    | Lésigny           | Ozoir-la-Ferrière |

### Hydrographie
Le système hydrographique de la commune se compose de quatre cours d'eau :
- le Morbras, long de 17,28 km[1], affluent de la Marne ;
  - le ru de la Longuiolle, 2,10 km[2], et ;
  - le fossé 01 de la Commune de la Queue-en-Brie, 2,26 km[3], affluents du Morbras ;
- le canal 02 de la Commune d'Emerainville, 1,71 km[4], qui conflue avec le cours d'eau 01 de la Commune de Champs-sur-Marne

La longueur linéaire globale des cours d'eau dans la commune est de 4,31 km.

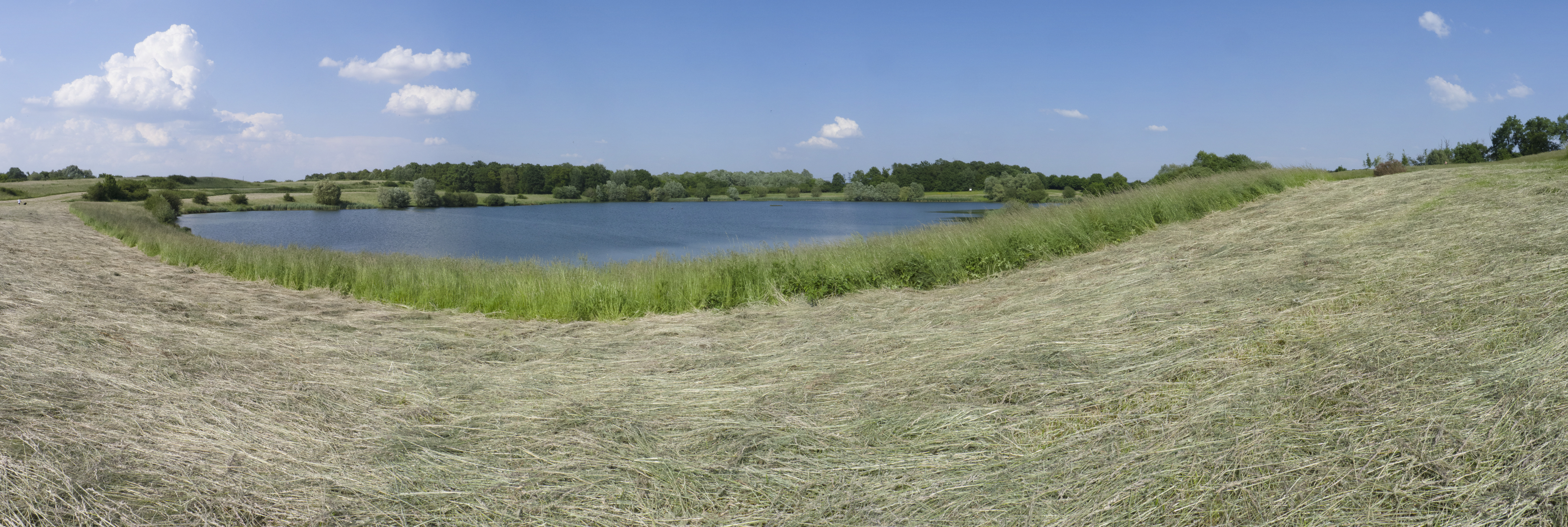
Le lac du Coq.

### Climat
Pour des articles plus généraux, voir Climat de l'Île-de-France et Climat de Seine-et-Marne.
En 2010, le climat de la commune est de type climat océanique dégradé des plaines du Centre et du Nord, selon une étude du CNRS s'appuyant sur une série de données couvrant la période 1971-2000. En 2020, Météo-France publie une typologie des climats de la France métropolitaine dans laquelle la commune est exposée à un climat océanique altéré et est dans la région climatique Sud-ouest du bassin Parisien, caractérisée par une faible pluviométrie, notamment au printemps (120 à 150 mm) et un hiver froid (3,5 °C).
Pour la période 1971-2000, la température annuelle moyenne est de 11 °C, avec une amplitude thermique annuelle de 15,1 °C. Le cumul annuel moyen de précipitations est de 689 mm, avec 10,7 jours de précipitations en janvier et 7,9 jours en juillet. Pour la période 1991-2020, la température moyenne annuelle observée sur la station météorologique la plus proche, située à Torcy à 7 km à vol d'oiseau, est de 12,1 °C et le cumul annuel moyen de précipitations est de 716,4 mm,. Pour l'avenir, les paramètres climatiques de la commune estimés pour 2050 selon différents scénarios d'émission de gaz à effet de serre sont consultables sur un site dédié publié par Météo-France en novembre 2022.

### Milieux naturels et biodiversité
L’inventaire des zones naturelles d'intérêt écologique, faunistique et floristique (ZNIEFF) a pour objectif de réaliser une couverture des zones les plus intéressantes sur le plan écologique, essentiellement dans la perspective d’améliorer la connaissance du patrimoine naturel national et de fournir aux différents décideurs un outil d’aide à la prise en compte de l’environnement dans l’aménagement du territoire.
Le territoire communal de Pontault-Combault comprend sept ZNIEFF de type 1,, :
- les « Bois Saint-Martin » (287,26 ha), couvrant 5 communes dont 2 en Seine-et-Marne, 1 dans la Seine-Saint-Denis et 2 dans le Val-de-Marne[13] ;
- les « Boisements et friches du Plessis-Saint-Antoine » (69,98 ha), couvrant 3 communes dont 1 en Seine-et-Marne et 2 dans le Val-de-Marne[14] ;
- la « Batterie des Grandes Friches » (3,3 ha)[15] ;
- la « Mare aux Fougères » (0,91 ha), couvrant 2 communes du département[16] ;
- la « Mare des Sablières » (0,96 ha)[17] ;
- les « Mares de la Garenne » (1,98 ha)[18] ;
- les « Parc de la Malnoue et bois de Célie » (164,75 ha), couvrant 2 communes du département[19] ;

et une ZNIEFF de type 2,,
les « Bois Notre-Dame, Grosbois et de la Grange » (3 410,1 ha), couvrant 15 communes dont 4 en Seine-et-Marne, 2 dans l'Essonne et 9 dans le Val-de-Marne.

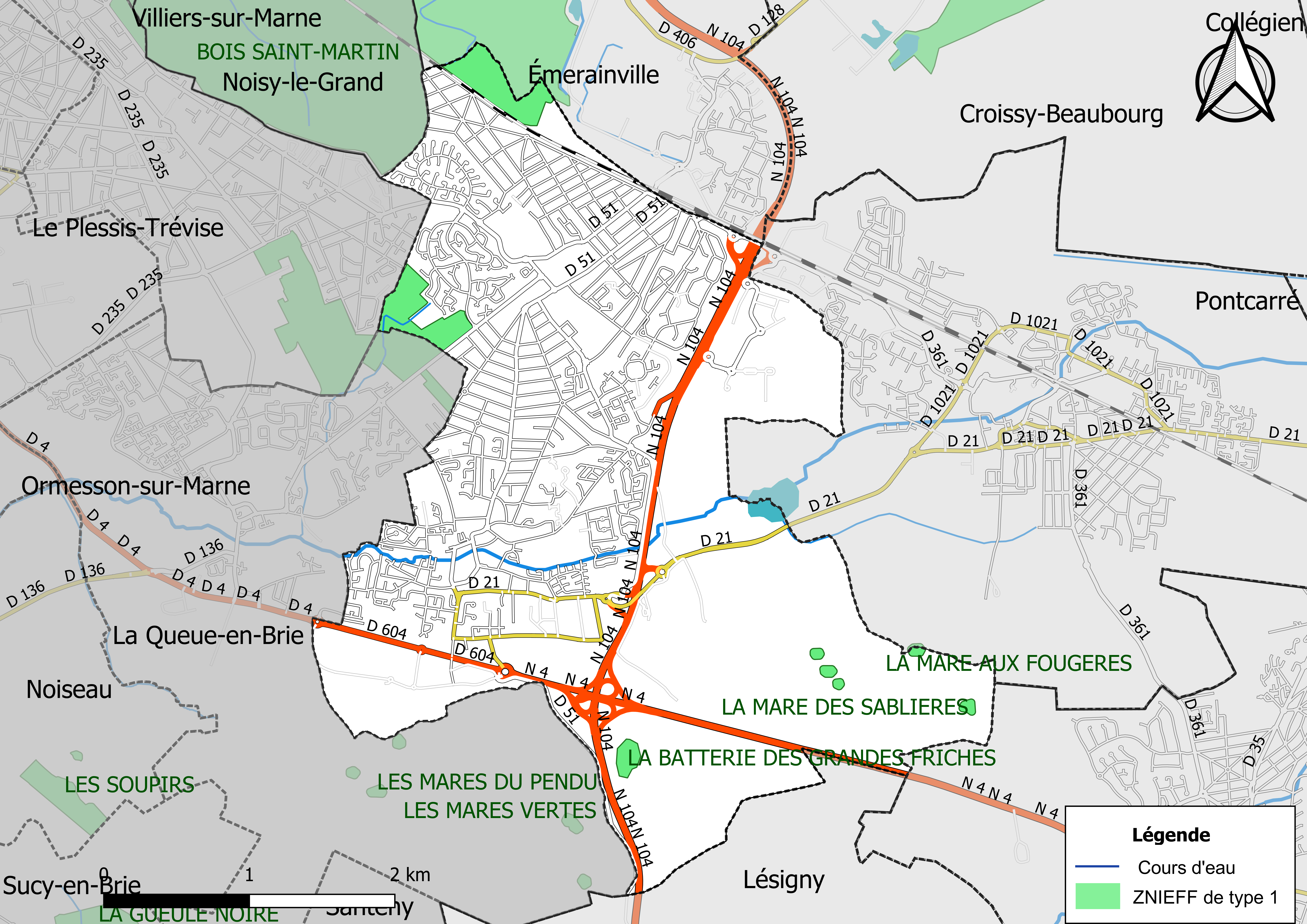
Carte des ZNIEFF de type 1 de la commune.
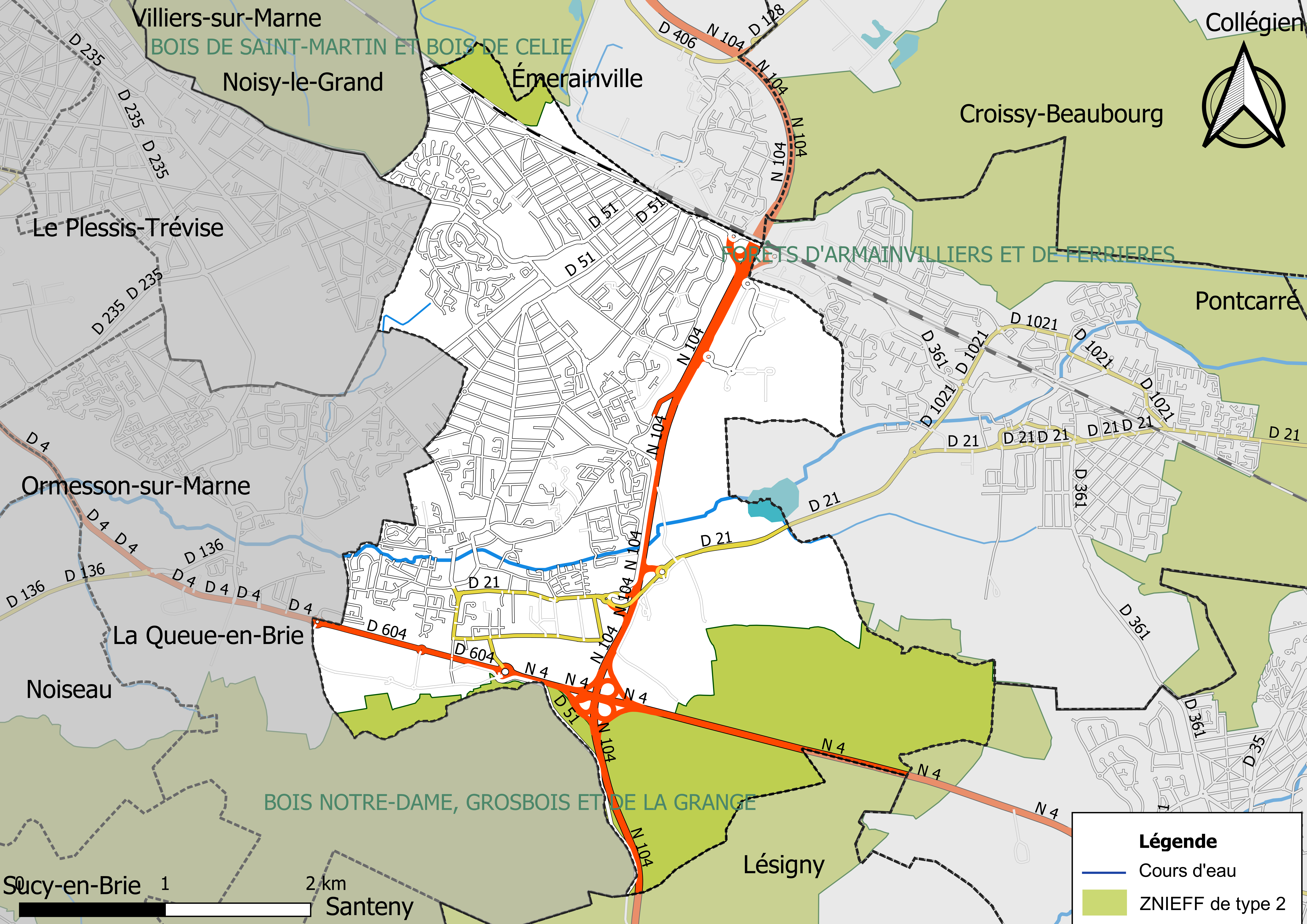
Carte des ZNIEFF de type 2 de la commune.

## Urbanisme

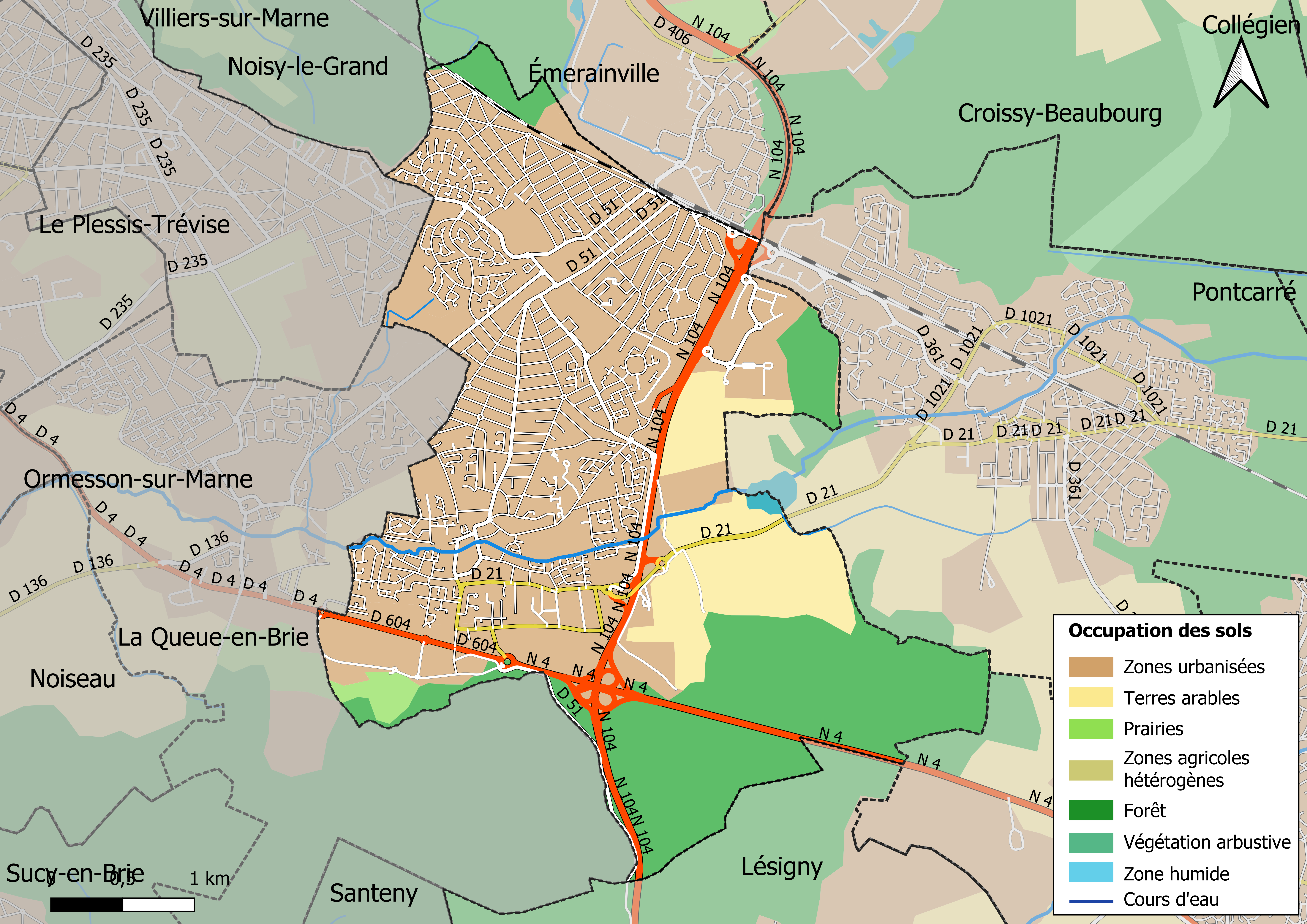
Carte des infrastructures et de l'occupation des sols de la commune en 2018 (CLC).

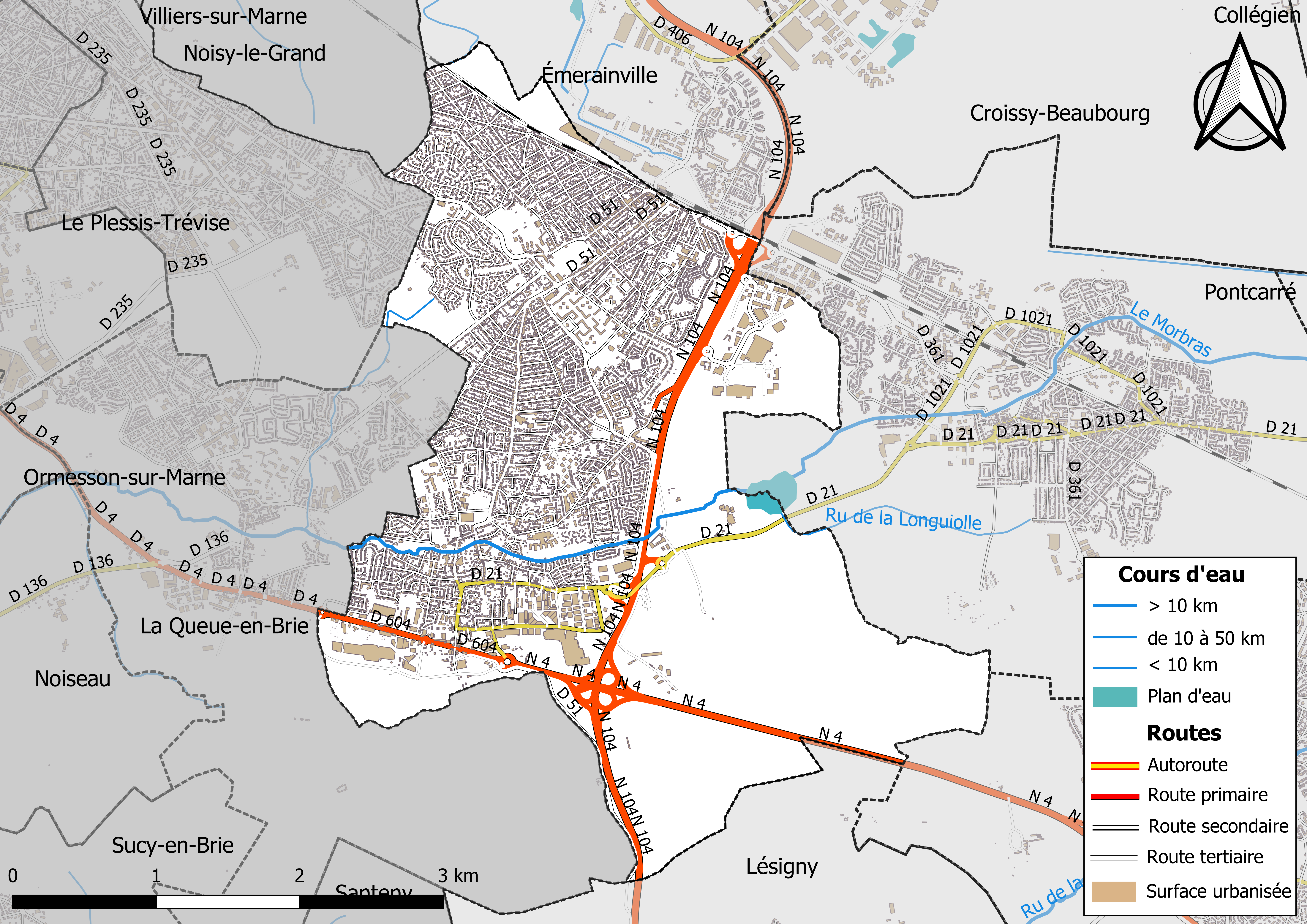
Carte hydrographique et des infrastructures de transport de la commune en 2022.

### Typologie
Au 1er janvier 2024, Pontault-Combault est catégorisée grand centre urbain, selon la nouvelle grille communale de densité à sept niveaux définie par l'Insee en 2022.
Elle appartient à l'unité urbaine de Paris, une agglomération inter-départementale regroupant 407  communes, dont elle est une commune de la banlieue,,. Par ailleurs la commune fait partie de l'aire d'attraction de Paris, dont elle est une commune du pôle principal,. Cette aire regroupe 1 929 communes,.

### Occupation des sols
En 2018, le territoire de la commune se répartit en 46,6 % de zones urbanisées, 25,4 % de forêts, 14,7 % de zones industrielles commercialisées et réseaux de communication, 10,9 % de terres arables, 1,5 % d’espaces verts artificialisés non agricoles et 0,9 % de prairies,.
L'implantation forestière est présente au sud : une partie de la forêt de Notre-Dame, et au nord-ouest : un bout du Bois Saint Martin.

### Morphologie urbaine

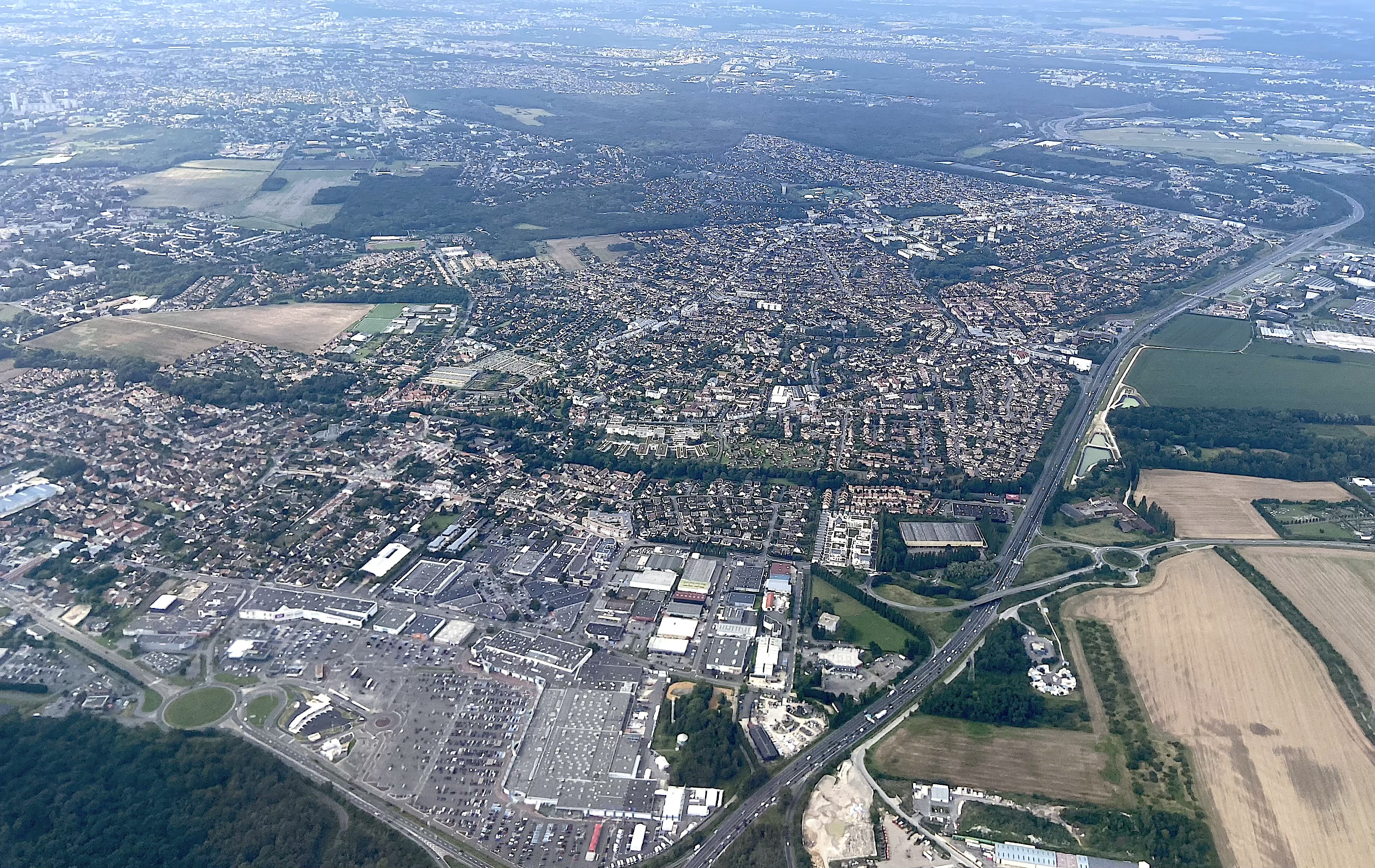
vue aérienne de la commune.

Le territoire de la commune, presque complètement urbanisé, comprend essentiellement des quartiers issus d'une forte urbanisation : Le bourg de Pontault, le Clos Dame Gille, le Clos du Village, le Pavé de Pontault (situé sur la grande route historique de Paris), Combault, le Val du Muguet, le Bouquet de Pontault, l'Ocil, le Village Anglais, le Bois la Croix, les Tourelles, les Berchères, les Hantes, Pontillault, l'Aubepine, la Montagne[réf. nécessaire].

### Habitat et logement
En 2020, le nombre total de logements dans la commune était de 15 549, alors qu'il était de 14 976 en 2015 et de 13 901 en 2010.
Parmi ces logements, 94,5 % étaient des résidences principales, 0,8 % des résidences secondaires et 4,7 % des logements vacants. Ces logements étaient pour 50,9 % d'entre eux des maisons individuelles et pour 48,6 % des appartements.
Le tableau ci-dessous présente la typologie des logements à Pontault-Combault en 2020 en comparaison avec celle de Seine-et-Marne et de la France entière. Une caractéristique marquante du parc de logements est ainsi une proportion de résidences secondaires et logements occasionnels (0,8 %) inférieure à celle du département (3 %) et à celle de la France entière (9,7 %). Concernant le statut d'occupation de ces logements, 60 % des habitants de la commune sont propriétaires de leur logement (60,5 % en 2015), contre 61,8 % pour la Seine-et-Marne et 57,5 pour la France entière.
| Typologie                                               | Pontault-Combault | Seine-et-Marne | France entière |
| ------------------------------------------------------- | ----------------- | -------------- | -------------- |
| Résidences principales (en %)                           | 94,5              | 90,2           | 82,1           |
| Résidences secondaires et logements occasionnels (en %) | 0,8               | 3              | 9,7            |
| Logements vacants (en %)                                | 4,7               | 6,8            | 8,2            |

### Voies de communication et transports

#### Voies ferroviaires

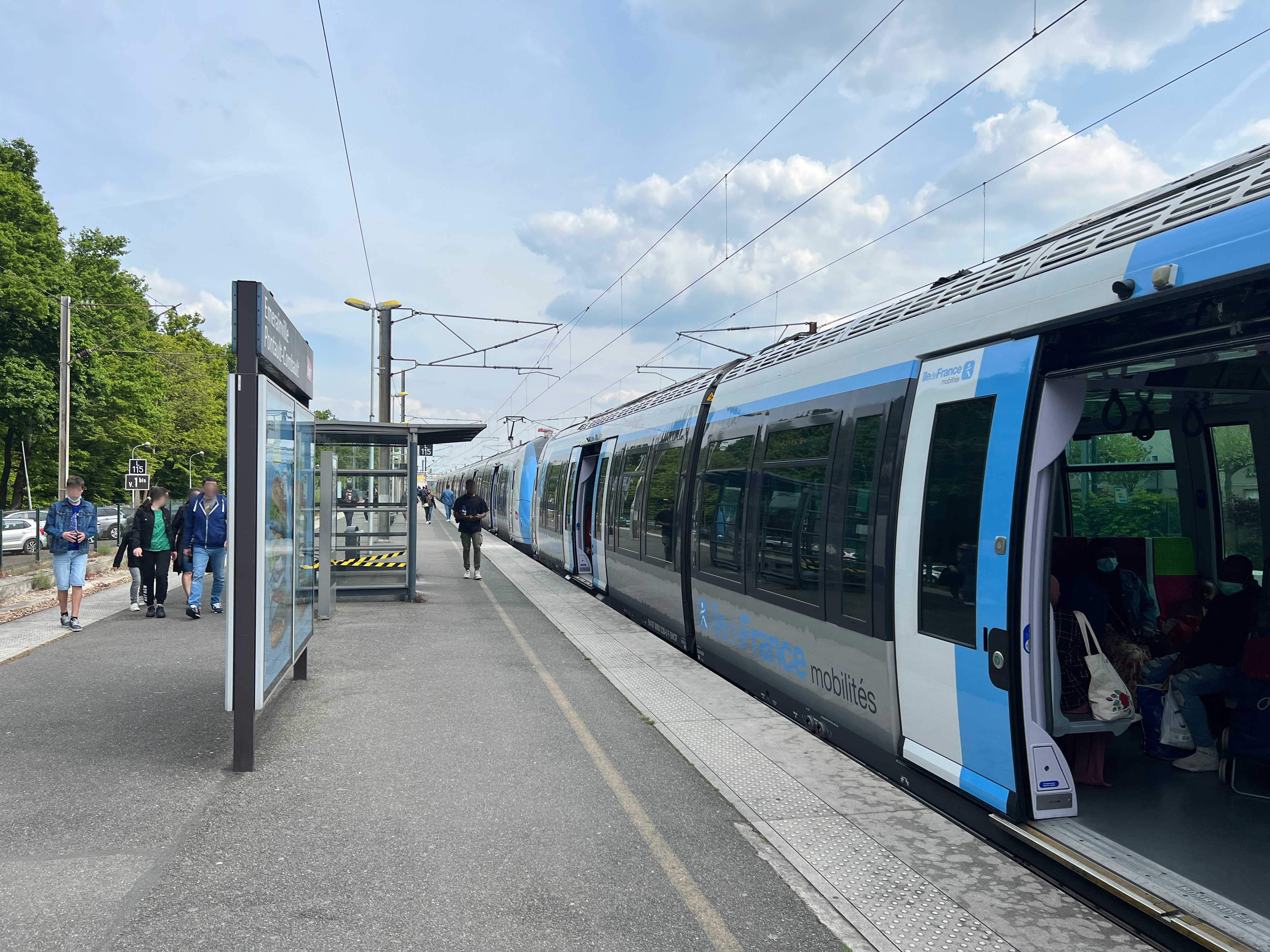
Train en gare.

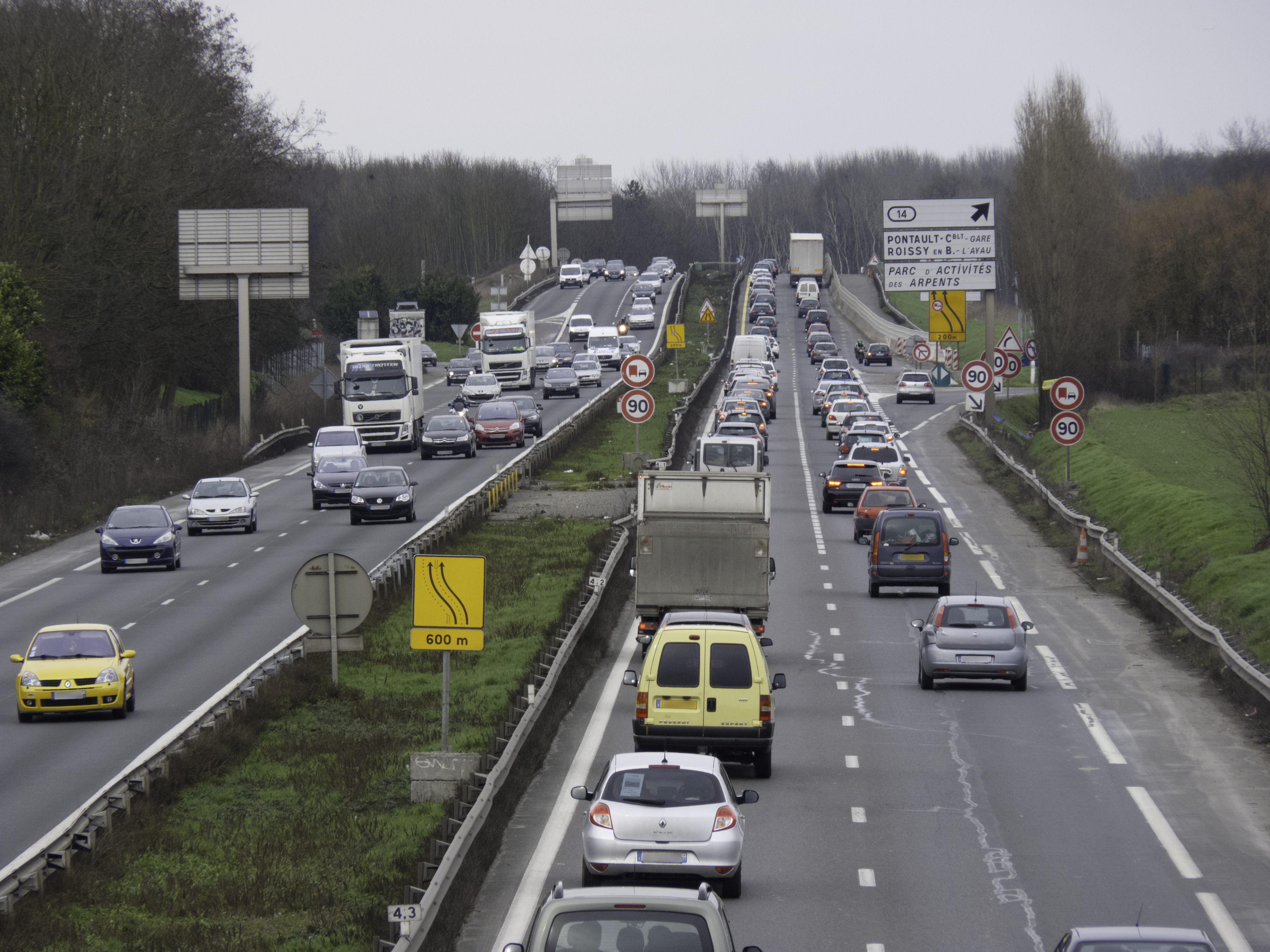
La Francilienne.

Pontault-Combault est desservie par une gare de la SNCF (Émerainville - Pontault-Combault) placée à l'origine sur la ligne de chemin de fer Paris-Belfort. Elle appartient aujourd'hui à la ligne E du RER et relie la ville à la gare de Nanterre-La Folie en 46 min et en 15 minutes la gare de Tournan.

#### Transports par bus
La ville de Pontault-Combault est desservie par des lignes des réseaux Marne et Brie, Marne et Seine, Meaux et Ourcq et RATP et la nuit par le Noctilien.

#### Voies routières
Les liaisons nord-sud sont facilités depuis le milieu des années 1980 et l'ouverture de l'autoroute A104, la Francilienne. La route nationale 4 et l'autoroute A4 sont toujours les axes principaux des relations est-ouest.

### Risques naturels et technologiques
La commune est classée en zone de sismicité 1, correspondant à une sismicité très faible.

## Toponymie

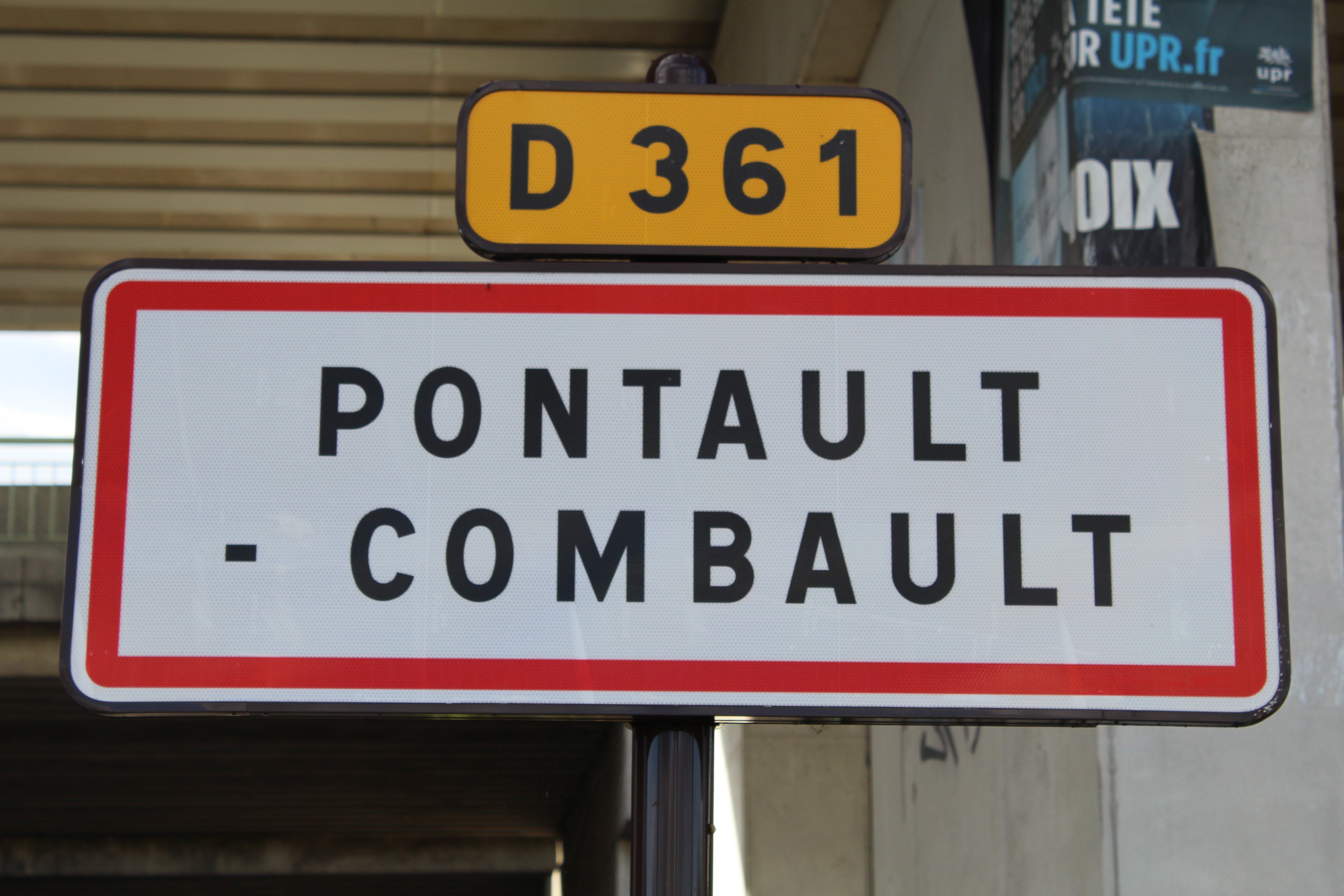
Panneau d'entrée.

Pontault et Combault, par ordonnance royale du 4 mars 1839, ont fusionné pour former Pontault-Combault.
- Pontault :
Le nom de la localité est attesté sous la forme Pontelz en 1079[25].
Il est issu du dérivé roman de pont[26], à savoir *pontelce du bas latin ponticellu[m] qui a donné aussi le mot français ponceau « petit pont ». Il s'agissait sans doute d'un petit pont sur le ru de Morbras. Ponticellu > *Pontilce, *Pontelce par métathèse > Pontelz > *Ponteauz. Devrait s'orthographier *Ponteaux conformément à l'étymologie. La graphie actuelle de la terminaison est, comme pour Combault, influencée par celle du suffixe -aud (germanique -(w)ald), parfois notée -ault dans certains noms propres (Cf. Renault pour Renaud). Il s'agit donc d'une cacographie.
- Combault :
Le nom de la localité est attesté sous la forme latinisée Cumbellis au XIIe siècle[27].
Il s'agit d'une forme diminutive en -ellu[m] (voir suivant) du gaulois latinisé cumba « vallée encaissée »[26], parfois « vallée sèche »> ancien et moyen français combe « vallée » (qualifié de « vieilli » au XVIIe siècle). Devrait s'orthographier *Combeau conformément à l'étymologie.
- Microtoponymie :
  - Berchères procède du bas latin bercheria « bergerie »
  - Pontillault est un diminutif de Pontault.

## Histoire
La commune est formée en 1839 par fusion des communes de Pontault et de Combault. L'une des gloires de Combault fut d'avoir eu le maréchal François Joseph Lefebvre pour maire entre 1813 et 1820. Lefebvre était l'époux de Catherine Hubscher, popularisée sous le nom de « Madame Sans-Gêne » par Victorien Sardou dans la pièce de théâtre du même nom.
L'évolution de la commune depuis le début du XXe siècle est typique des cités pavillonnaires de la banlieue Est de Paris. Les premiers lotissements dans la commune de Pontault-Combault remontent à 1904, date à laquelle l’avocat Reitlinger, propriétaire du château de Combault, vend les premiers terrains face à la gare à un promoteur immobilier. Devant le succès de cette première vente, il cède en 1906 aux frères Bernheim les 70 hectares restants de son domaine, dont une partie revenant au lotissement du Val du Muguet. Les premières ventes commencent en 1910.
Pendant toute l'entre-deux-guerres, ces zones pavillonnaires constituent de nouveaux quartiers qui donnent progressivement un aspect urbain à ce qui n'étaient encore que deux villages : outre le quartier de la gare, ce sont le Val du Muguet ou encore le Bouquet de Pontault. Mais ces quartiers pavillonnaires sont pour l'essentiel des « lotissements défectueux » : c'est-à-dire sans réelle viabilisation, au réseau de transport sommaire et sans raccordement aux réseaux d'eau, d'égouts ou d'électricité. Il faut attendre en général les années 1950 pour voir une réelle viabilisation de ces quartiers, avec l'aide de la municipalité. Mais à cette époque, la ville subit à nouveau une crise du logement. L'association Emmaüs fait construire en 1954 un lotissement de 75 logements de première nécessité, qui existe toujours : c'est la cité du Pré Saint-Martin. Il y aura également plus tard, la cité d'urgence, la cité des Castors et la cité de la Pépinière. Plus tard, à la fin des années 1960, un « petit grand ensemble » est construit au centre de la ville, le long de l'avenue du Pré-Saint-Martin, à l'initiative du bailleur social l'OCIL (organisme chargé de la collecte du 1 % patronal).
La commune, qui comptait 15 000 habitants il y a vingt-cinq ans, a largement dépassé aujourd'hui[Quand ?] les chiffres fixés par le SDRIF. Ce ne sont pas les grands ensembles qui sont à l'origine de cette explosion démographique, mais deux grandes zones pavillonnaires de 1 200 logements chacune. Elles ont consommé tant de surface que la ville, située dans une des fameuses « zones pyjamas », commence à manquer de terrains constructibles.

## Politique et administration

### Rattachements administratifs et électoraux

#### Rattachements administratifs
La commune se trouve depuis 1994 dans l'arrondissement de Torcy du département de Seine-et-Marne.
Elle faisait partie, de 1793 à 1975, du canton de Tournan-en-Brie, année où elle intègre le canton de Roissy-en-Brie. En raison de la croissance démographique du secteur, le canton est scindé, et la commune devient en 1985 le chef-lieu du canton de Pontault-Combault. Dans le cadre du redécoupage cantonal de 2014 en France, cette circonscription administrative territoriale a disparu, et le canton n'est plus qu'une circonscription électorale.

#### Rattachements électoraux
Pour les élections départementales, la commune est depuis 2014 le bureau centralisateur d'un nouveau canton de Pontault-Combault porté de une à trois communes
Pour l'élection des députés, elle fait partie depuis 1988 de la neuvième circonscription de Seine-et-Marne.

### Intercommunalité
La commune, jusqu'alors isolée, s'est alliée en 2010 avec Roissy-en-Brie pour former la communauté d'agglomération de la Brie Francilienne.
Dans le cadre de la mise en œuvre de la loi MAPAM du 27 janvier 2014, qui prévoit la généralisation de l'intercommunalité à l'ensemble des communes et la création d'intercommunalités de taille importante, le préfet de la région d'Île-de-France approuve le 4 mars 2015 un schéma régional de coopération intercommunale qui prévoit notamment la « fusion de la communauté d'agglomération de Marne et Chantereine, de la communauté d'agglomération de Marne-la-Vallée - Val Maubuée et de la communauté d'agglomération de la Brie Francilienne ».
C'est dans ce cadre qu'est créée le 1er janvier 2016 la communauté d'agglomération Paris - Vallée de la Marne, dont la ville est désormais membre.

### Tendances politiques et résultats
Lors du second tour des élections municipales de 2014 en Seine-et-Marne, la liste PS-PCF-EELV menée par la maire sortante Monique Delessard obtient la majorité des suffrages exprimés, avec 4 733 voix (39,49 %, 28 conseillers municipaux élus dont 15 communautaires), devançant largement celles menées respectivement par :
- Jean-Luc Bernard (UMP-UDI, 3 497 voix, 29,18 %, 5 conseillers municipaux élus dont 3 communautaires) ;
- Christophe Bertin (FN, 2 565 voix, 21,40 %, 4 conseillers municipaux élus dont 2 communautaires) ;
- Delphine Heuclin (PG, 1 189 voix 9,92 %, 2 conseillers municipaux élus dont 1 communautaire).

Lors de ce scrutin, 44,32 % des électeurs se sont abstenus.

Ces élections sont annulées par le Conseil d’État le 13 mai 2015, en raison de la rédaction illégale des bulletins de vote de la liste dirigée par Cédric Pommot au premier tour, un ancien adjoint de Mme Delessard qui se présentait contre elle.
Lors des élections municipales partielles qui se sont tenues les 15 et 21 juin 2015, la liste dirigée par Monique Delessard remporte le second tour dans le cadre d'une quadrangulaire en recueillant 36,76 % des voix, devant son ex-adjoint Cédric Pommot (27,86 %), les listes UDI-LR (21,27 %) et le Front national (14,12 %). Le conseil municipal du 26 juin 2015 la réélit maire pour la fin du mandat 2014-2020.
Lors du premier tour des élections municipales de 2014 en Seine-et-Marne, la liste DVG (LaREM), PS) menée par le maire sortant Gilles Bord — qui avait succédé à Monique Delessard après sa démission — obtient la majorité absolue des suffrages exprimés avec 4 101 voix (60,43 %, 32 conseillers municipaux élus dont 10 communautaires), devançant très largement celles menées respectivement par :
- Delphine Heuclin (DVG [FI, PCF], 1 008 voix, 14,85 %, 3 conseillers municipaux élus dont 1 communautaire) ;
- Stéphane Finance (DVD [MoDem, UDI], 876 voix, 12,90 %, 2 conseillers municipaux élus) ;
- Michel Dumont (RN, 801 voix, 11,80 %, 2 conseillers municipaux élus).

Lors de ce scrutin marqué par la pandémie de Covid-19 en France, 68,67 % des électeurs se sont abstenus.

### Liste des maires
| Période      | Période                      | Identité                               | Étiquette              | Qualité |
| ------------ | ---------------------------- | -------------------------------------- | ---------------------- | --- |
| 1839         | 1843                         | Pascal Pierre Moiana                   |                        | Propriétaire à Pontillault |
| 1843         | 1847                         | Pierre Nicolas Desvignes               |                        | Cultivateur à Pontault |
| 1847         | 1849                         | Paul Gustave de Hautgard               |                        | Propriétaire à Combault |
| 1849         | 1851                         | Pierre Jacques Miquelard               |                        | Épicier à Pontault |
| 1851         | 1856                         | Pierre Nicolas Desvignes               |                        | Cultivateur à Pontault |
| 1856         | 1871                         | Charles Marie de Rosset de Letourville |                        | Propriétaire à Pontault |
| 1871         | 1881                         | Antoine Chevalier                      |                        | Garde-chasse à Pontault |
| 1881         | 1889                         | Jacques Alfred Colmet                  |                        | Avocat à la cour d'appel de Paris |
| 1889         | 1892                         | Louis Julien Bachelard                 |                        | Négociant en vin à Pontault |
| 1892         | 1917                         | Julien Frédéric Guillaume              |                        | Agriculteur à Pontault |
| 1917         | 1919                         | Guillaume Welter                       |                        | Directeur d'école honoraire (Ville de Paris) |
| 1919         | 1925                         | Auguste Théodore Privé                 |                        | Négociant en vin à Pontault |
| 1925         | 1944                         | Émile Pajot                            | Rad.ind.               | Agriculteur à Pontault, conseiller d'arrondissement du canton de Tournan-en-Brie |
| 1944         | 1944                         | Maurice Duhaupas                       |                        | Artiste peintre |
| 1944         | 1945                         | Joseph Vital Lacaze                    |                        | Professeur à l'École des arts décoratifs (Ville de Paris) |
| 1945         | 1947                         | Alphonse Henri Moreau                  |                        | Commerçant à Combault |
| 1947         | 1953                         | Charles Niclot                         |                        | Directeur d'école honoraire |
| 1953         | 1959                         | Louis Granet                           |                        | Surveillant principal honoraire |
| 1959         | 1977                         | Robert Pestel                          | SE                     | Commerçant |
| 1977         | octobre 2007                 | Jacques Heuclin                        | PS                     | Pilote automobile puis cadre administratif Député de Seine-et-Marne (1991→ 1993 et 1997 → 2002) Conseiller général de Roissy-en-Brie (1979 → 1985) puis de Pontault-Combault Décédé en fonction |
| 2007         | janvier 2018,                | Monique Delessard                      | PS                     | Cadre de banque Conseillère générale puis départementale de Pontault-Combault (1998 → ) Présidente de la CA de la Brie Francilienne (2012 → 2014) Démissionnaire                                |
| janvier 2018 | En cours (au 9 octobre 2023) | Gilles Bord                            | PS puis DVG puis Conv. | Cadre RATP Arbitre de Handball Vice-président de la CC Paris - Vallée de la Marne (2016 → ) Réélu en 2020                                                                                       |

### Jumelages
| Ville | Ville     | Pays | Pays          | Période     |
| ----- | --------- | ---- | ------------- | ----------- |
|       | Abidjan   |      | Côte d'Ivoire |             |
|       | Anyama    |      | Côte d'Ivoire | depuis 1988 |
|       | Beilstein |      | Allemagne     | depuis 1984 |
|       | Caminha   |      | Portugal      | depuis 1978 |
|       | Rădăuți   |      | Roumanie      | depuis 1989 |

Le Comité de jumelages de Pontault Combault dispose d'un site internet.

## Équipements et services publics

### Équipements scolaires
Les enfants de la commune sont scolarisés[Quand ?] dans les établissements scolaires suivants, :
- école maternelle Pablo-Neruda, Émile-Pajot, Candalle, Jacques-Prévert, Anne-Frank, Aimé-Césaire, Jean-Rostand, Pablo-Picasso, Les Trois Merlettes, Marginéa et Jean Barberet ;
- école élémentaire Jacques-Dubus, Louis-Granet (Boisramé), Aimé-Césaire, Jean-Rostand, Jacques-Prévert, Émile-Pajot (regroupement des deux écoles Emile Pajot 1 et 2), Pablo-Picasso, Marginéa, Anne-Frank et Marcel-Pagnol ;
- collège Jean-Moulin, Monthéty et Condorcet ;
- lycée Camille-Claudel.

### Équipements culturels
Situé au sud de la ville, le complexe culturel Les Passerelles a ouvert ses portes au début de l’année 2010 et est constitué d'une salle de spectacle d’une capacité de 375 places, d'une médiathèque, d'un centre d'art contemporain d'intérêt national dédié à l'image fixe et en mouvement (CPIF) créé en 1989, de trois studios de répétition et une salle d’activités culturelles[réf. nécessaire].

### Équipements de santé
Pôle de Santé : Clinique La Francilienne.

## Population et société

### Démographie
L'évolution du nombre d'habitants est connue à travers les recensements de la population effectués dans la commune depuis 1793. Pour les communes de plus de 10 000 habitants les recensements ont lieu chaque année à la suite d'une enquête par sondage auprès d'un échantillon d'adresses représentant 8 % de leurs logements, contrairement aux autres communes qui ont un recensement réel tous les cinq ans,.

En 2022, la commune comptait 38 941 habitants, en évolution de +1,6 % par rapport à 2016 (Seine-et-Marne : +3,92 %, France hors Mayotte : +2,11 %).
| 1793 | 1800 | 1806 | 1821 | 1831 | 1836 | 1841 | 1846 | 1851 |
| ---- | ---- | ---- | ---- | ---- | ---- | ---- | ---- | ---- |
| 417  | 388  | 395  | 426  | 435  | 460  | 547  | 550  | 509  |

| 1856 | 1861 | 1866 | 1872 | 1876 | 1881 | 1886 | 1891 | 1896 |
| ---- | ---- | ---- | ---- | ---- | ---- | ---- | ---- | ---- |
| 579  | 689  | 782  | 620  | 640  | 676  | 732  | 730  | 710  |

| 1901 | 1906 | 1911 | 1921 | 1926  | 1931  | 1936  | 1946  | 1954  |
| ---- | ---- | ---- | ---- | ----- | ----- | ----- | ----- | ----- |
| 726  | 712  | 767  | 952  | 2 240 | 3 566 | 4 124 | 3 129 | 4 552 |

| 1962  | 1968  | 1975   | 1982   | 1990   | 1999   | 2006   | 2011   | 2016   |
| ----- | ----- | ------ | ------ | ------ | ------ | ------ | ------ | ------ |
| 7 465 | 9 282 | 16 761 | 19 037 | 26 804 | 32 886 | 34 546 | 36 458 | 38 326 |

| 2021   | 2022   | - | - | - | - | - | - | - |
| ------ | ------ | - | - | - | - | - | - | - |
| 38 258 | 38 941 | - | - | - | - | - | - | - |

### Manifestations culturelles et festivités
Chaque année l’Association portugaise culturelle et sociale organise avec le soutien du comité des fêtes et de la municipalité de Pontault-Combault, la Fête franco-portugaise regroupant défilé, festival, et concert de célébrités françaises et portugaises.

### Sports et loisirs
Le handball est l'un des sports vedettes de la commune grâce au Pontault-Combault Handball qui a évolué 11 saisons en Division 1 entre 1994 et 2008. Il évolue en Division 2 jusqu'en 2018, avant de retrouver la Division 1 pour la saison 2018-2019. Jacques Heuclin, maire de Pontault-Combault de 1977 à 2007, a fait partie de la première équipe de handball locale[réf. souhaitée].
Le Stade Pontellois (code FFR 7918X) évolue en Fédérale 2. Le stade de rugby est le stade Jean Moulin.
Un parc de loisirs est basé à Pontault-Combault. Loisirs Prod propose du paintball, parcours aventure arbres, lasergame extérieur, combat de Sumos, babyfoot humain[réf. nécessaire].

### Cultes
- Église catholique Saint-Denis.
- Église évangélique luthérienne Saint-Matthieu.
- Église protestante baptiste.
- Église des Pèlerins d'Emmaüs.
- Salle de prière de l'Ocil.

## Économie

### Revenus de la population et fiscalité
En 2010, le revenu fiscal médian par ménage était de 37 113 €, ce qui plaçait Pontault-Combault au 4 442e rang parmi les 31 525 communes de plus de 39 ménages en métropole.

### Entreprises et commerces
ZI Pontillault, Le Pré Fusé. Environ 1 200 artisans et commerçants[Quand ?].

## Culture locale et patrimoine

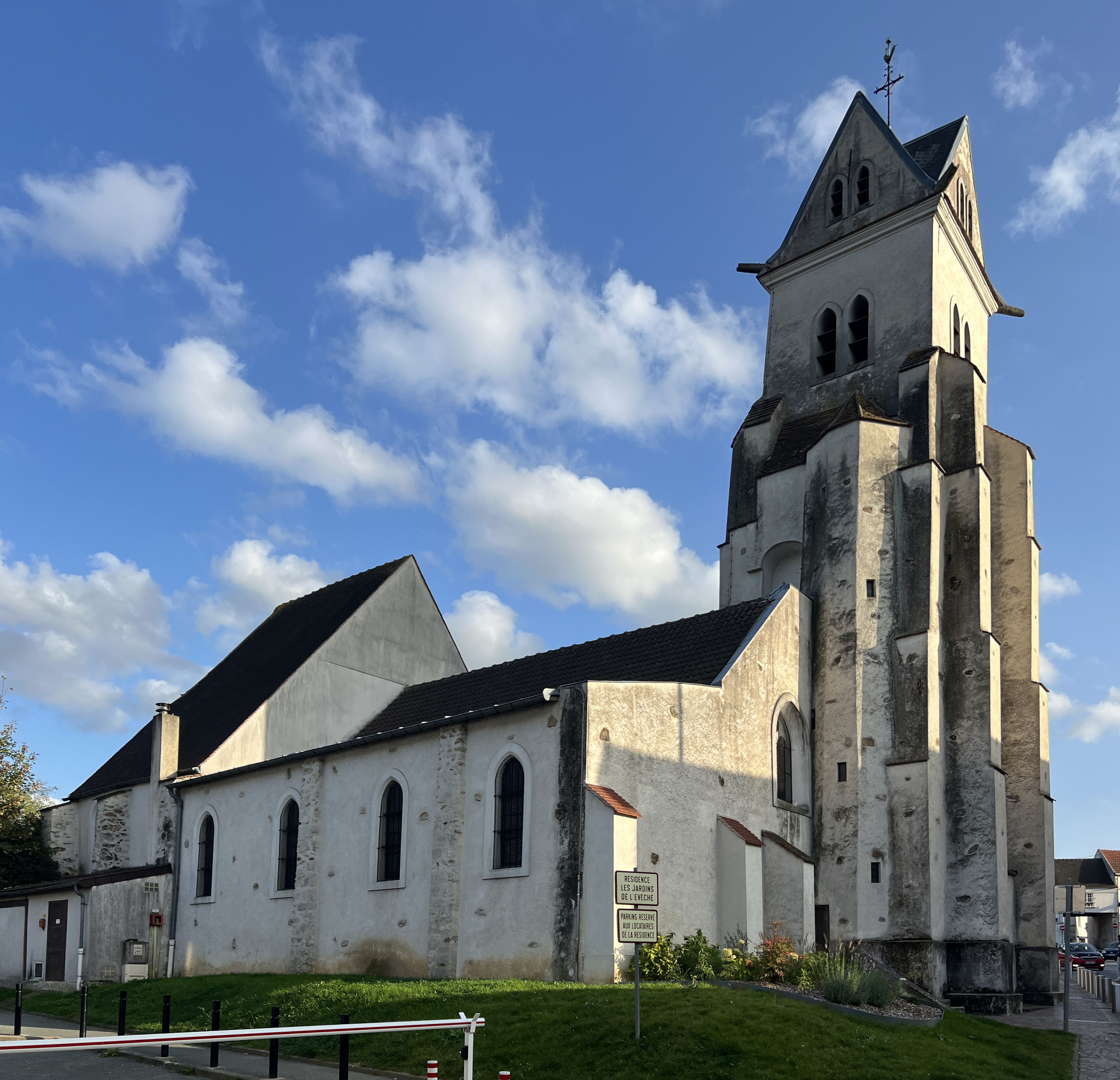
Église Saint-Denis.

### Lieux et monuments
- Église Saint-Denis (XIIIe siècle). Cette église a une énorme cloche appelée sainte Marie.
- Château de Combault (actuellement l'hôtel de ville), datant du XVIIIe siècle. L'intérieur a été entièrement remodelé en 1970. Il a abrité après la guerre et jusque dans les années 1960, l'OPJEJ (Office de protection des enfants juifs). Ces enfants étaient tous scolarisés au groupe scolaire Émile-Pajot (primaire et collège).
- Château Candalle (actuellement une école), reconstruit au cours du XIXe siècle. Il a longtemps abrité une école maternelle et une école primaire avant la construction du groupe scolaire des Acacias.
- Château du Bois La Croix, fin du XIXe siècle (résidence de l'écrivain Georges Ohnet).
- Centre Photographique d’Île-de-France, centre d'art consacré à la photographie et à l'image contemporaine.

### Personnalités liées à la commune
- Madame Sans-Gêne (Catherine Lefebvre), (1753-1835). Duchesse de Dantzig, femme du maréchal Lefebvre. Une salle et une rue portent son nom à Pontault-Combault.
- Louis François Élie Pelletier (1771-1854), général des armées de la République et de l'Empire, y est mort.
- Georges Ohnet (1848-1918), journaliste, dramaturge et écrivain de romans populaires français. Il était propriétaire du château du Bois-la-Croix.
- Bob Denard (1929-2007), mercenaire français impliqué dans de nombreux coups d'État en Afrique de la période des indépendances des années 1960 jusqu'en 1995, y est mort
- François Bréda (1956-2018), écrivain roumain francophone, essayiste et poète d'expression hongroise, maître de conférences à l'université Babeș-Bolyai de Cluj-Napoca. En 1988, il était professeur de langue et littérature françaises au collège Jean-Moulin de la commune.
- Cécile Nowak (1967- ), championne olympique de judo en 1992[pourquoi ?]. (adjointe au maire)
- Anne-Sophie Mondière (1979- ), judokate évoluant dans la catégorie des plus de 78 kg (poids lourds) et en toutes catégories, triple médaille de bronze aux Championnats du monde de judo 2005 du Caire et championne d'Europe, licenciée au Judo Club de Pontault-Combault.
- Mika Caiolas (1981-), barbier français connu notamment pour son travail sur les footballeurs.
- Serge Gakpé (1987- ), footballeur ayant été formé à l'UMS Pontault-Combault, footballeur international togolais qui a évolué au poste de milieu de terrain ou attaquant.
- Michel Denêtre (1987- ), rugbyman, joueur français de rugby à XV, a fait ses débuts à l'UMS Pontault-Combault. Il participe à l' équipe de France des -18 & -19 ans au championnat du monde 2006 à Dubaï, 4 sélections. Il évolue de 2015-2017 au Saint-Denis Union Sports.
- Arthur Joly (1988- ), joueur français de rugby à XV, a fait ses débuts à l'UMS Pontault-Combault. Il joue au poste de pilier droit avec l'USA Perpignan depuis 2021.
- Jean-Pierre Dupoux (1991- ), handballeur, initialement licencié à l'UMS Pontault-Combault. International brésilien en mars 2022, il participe au Championnat du monde 2023.
- Laink, youtubeur et streameur, est né le 8 janvier 1992 à Pontault-Combault et a grandi à Tournan-en-Brie.
- Jean-Louis Ezine, journaliste, critique littéraire, chroniqueur à la radio et écrivain français, né à Cabourg et résidant dans la commune.

### Pontault-Combault dans les arts et la culture
- Guy Bedos cite Pontault-Combault dans la chanson Le tube de l'hiver (1975)[48].
- Pontault-Combault est citée à plusieurs reprises dans le film L'auberge espagnole de Cédric Klapisch (2002).
- Cauet a parodié la ville à plusieurs reprises dans ses sketchs[49].
- Au mois de juillet 2006, une équipe de tournage de TF1 est venue tourner un téléfilm nommé Hé M'sieur, à la bibliothèque de Pontault-Combault, la médiathèque François-Mitterrand. Le rôle du directeur de la médiathèque était joué par Jean-Marie Bigard.

### Héraldique, logotype et devise
| Blason de Pontault-Combault | Blason  | D'azur au chevron d'argent, accompagné de trois trèfles d'or, au chef d'or chargé de trois merlettes de sable. Ornements extérieursTimbré d'une couronne murale d'or, accolé de branches de chêne d'or liées en sautoir par la tige et soutenu en pointe d'un dextrochère armé d'argent. |
| Blason de Pontault-Combault | Détails | Le champ est celui des Blanchet, sires de Pontault au XIVe siècle, et le chef reprend les merlettes des sires de Combault. Le dextrochère honore les armes du maréchal Lefebvre. Délaissé au profit du logo.                                                                             |